# Tokyo Yakult Swallows
Tokyo Yakult Swallows (東京ヤクルトスワローズ?) es un equipo de béisbol japonés con sede en Tokio que compite en la Liga Central, perteneciente a la Liga Japonesa de Béisbol Profesional (NPB). La entidad fue fundada en 1950 y es propiedad de la empresa alimentaria Yakult. Disputa sus partidos como local en el Estadio Meiji Jingu.

## Historia

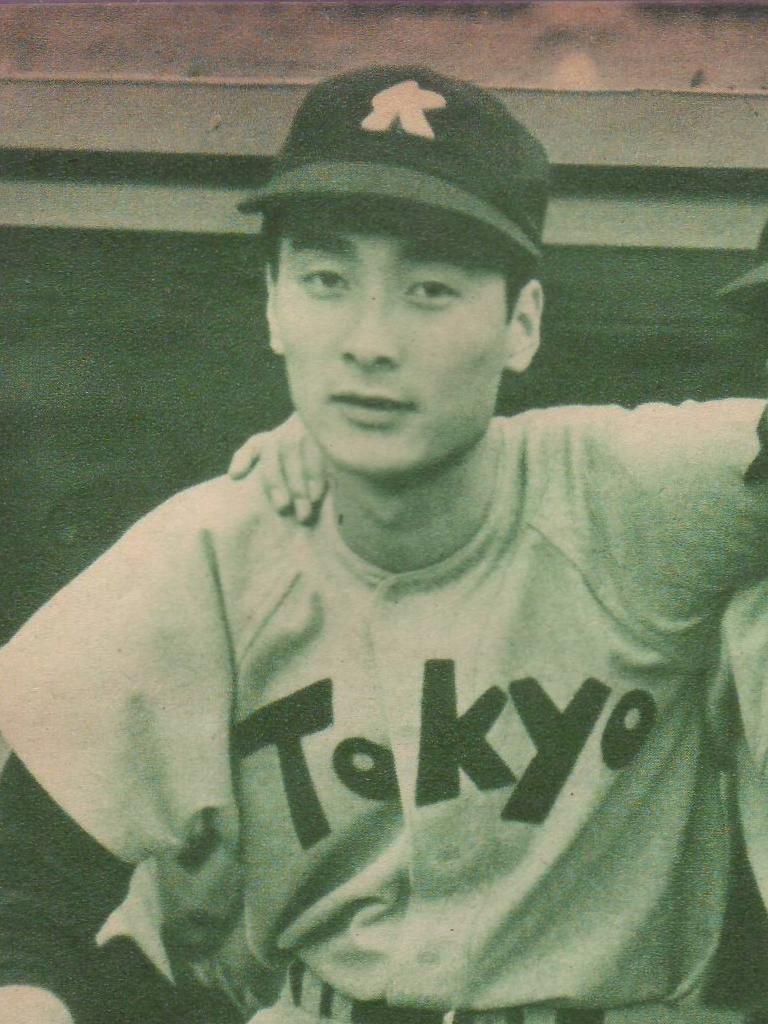
Masaichi Kaneda fue la primera estrella de los Swallows.

El equipo fue fundado el 12 de enero de 1950 por iniciativa de la compañía de Ferrocarriles Nacionales Japoneses (Kokutetsu), bajo el nombre «Kokutetsu Swallows», con vistas a competir en la división central de la Liga Japonesa de Béisbol. En sus primeras temporadas vivió la irrupción del pícher Masaichi Kaneda, ganador de tres premios al lanzador más valioso del año y de la Triple Corona en 1958. Pero pese a contar con uno de los mejores jugadores de la época, no bastó para que los Swallows gozasen de buenos resultados. En 1964, Kaneda se marchó como agente libre a los Yomiuri Giants y los propietarios pusieron el club a la venta.
El diario Sankei Shimbun asumió el control de la franquicia en 1965 y decidió renombrarlo como «Sankei Atoms» en honor a Tetsuwan Atom, el mítico personaje de Osamu Tezuka. Los resultados no mejoraron y en 1968 la empresa alimenticia Yakult se hizo con el control de la propiedad. Durante un tiempo se utilizó el nombre «Yakult Atoms», hasta que en 1973 se recuperó el nombre original de «Yakult Swallows».
En la década de 1970 mejoró su desempeño con la llegada de jugadores con buenos promedios de bateo. En 1978, bajo la dirección de Tatsuro Hirooka, conquistó su primera Liga Central y venció la Serie de Japón tras derrotar a los Hankyu Braves en siete juegos. Tras esta hazaña, los Swallows volvieron a encadenar una mala racha que no terminó hasta finales de los años 1980.  Su jugador más emblemático era Tsutomu Wakamatsu, quien se mantuvo en los Swallows desde 1971 hasta su retirada en 1989.
La llegada de Katsuya Nomura como entrenador en 1990 fue el punto de inflexión por el que la franquicia pasó a dominar el béisbol nipón. En ese plantel destacaron el cácher Atsuya Furuta, el lanzador Shingo Takatsu y el campocorto Takahiro Ikeyama. A lo largo de la década los Swallows conquistaron cuatro Ligas Centrales y tres Series de Japón en 1993, 1995 y 1997. En 2001, Wakamatsu volvió como entrenador para llevarles a su sexta Serie de Japón, en esta ocasión frente a Kintetsu Buffaloes.
A comienzos del siglo XXI la racha de títulos se detuvo, aunque el equipo ha competido por el título y ha continuado aportando jugadores destacados, entre ellos el jardinero Nori Aoki que terminaría jugando en las Grandes Ligas de Béisbol. En la temporada 2013, el bateador curazaleño Wladimir Balentien superó la plusmarca de 55 home runs en una temporada que hasta entonces marcaba la leyenda Sadaharu Oh. Y en la edición de 2015, llegaron hasta la final de la Serie de Japón y la perdieron ante Fukuoka SoftBank Hawks.
En la temporada 2021, los Swallows se proclamaron campeones de la Liga Central en la última jornada y llegaron hasta la Serie de Japón, con triunfo en seis juegos ante los Orix Buffaloes y una actuación destacada de Munetaka Murakami. Al año siguiente repitieron triunfo en su división, pero no pudieron revalidar el título.

## Infraestructura

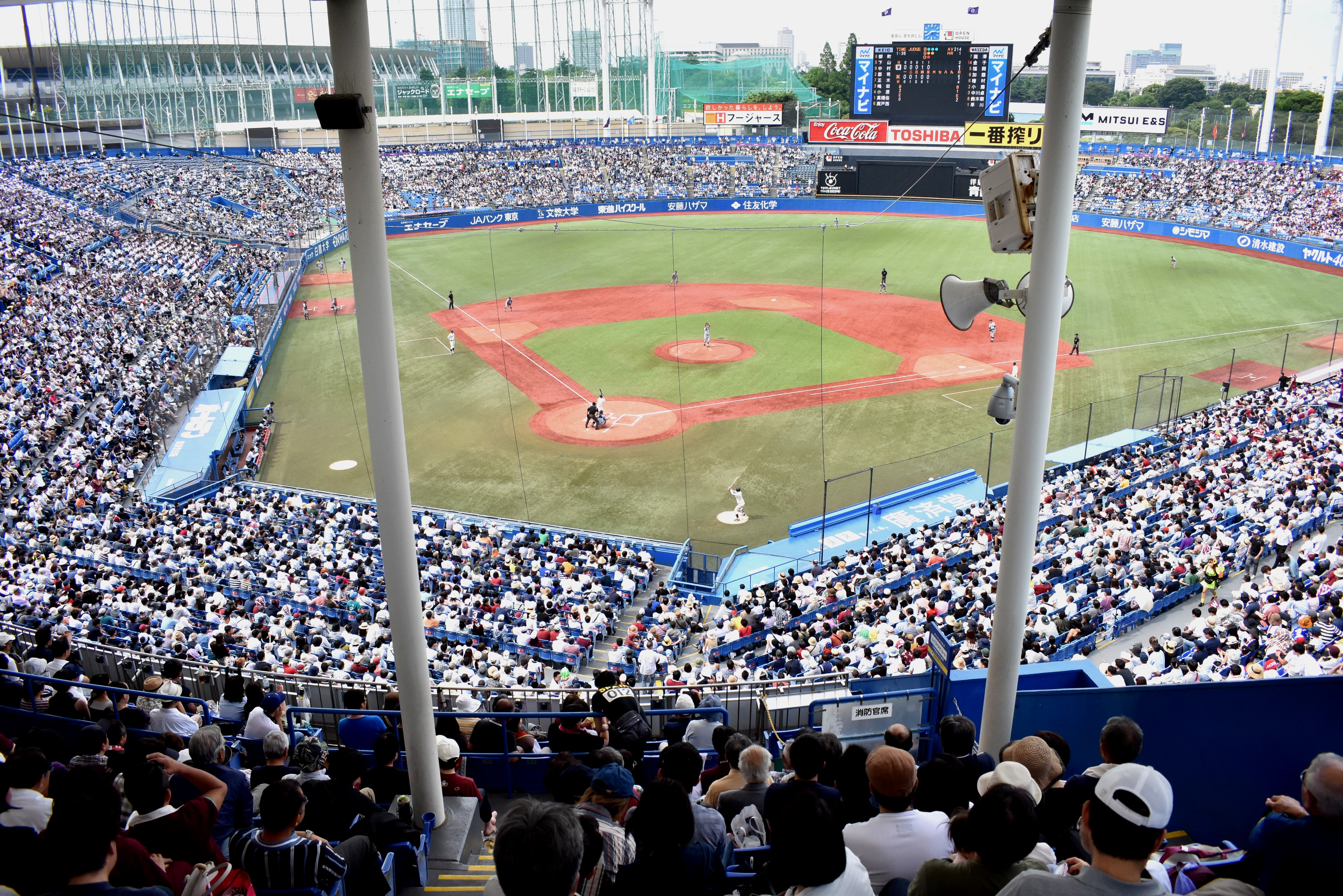
Interior del Estadio Meiji Jingu.

Tokyo Yakult Swallows disputa sus partidos como local en el Estadio Meiji Jingu, con aforo para 38.000 espectadores. Está ubicado en el distrito de Shibuya, en las inmediaciones del Estadio Olímpico de Tokio, y su gestión corre a cargo del santuario Meiji. 
Fue inaugurado en 1926 y actualmente es el segundo campo más antiguo de Japón, tan solo superado por el Estadio Koshien. En su origen estaba previsto que solamente acogiera partidos de béisbol juvenil y amateur. Después de la Segunda Guerra Mundial, las tropas estadounidenses lo utilizaron como base logística y después ayudaron en su reconstrucción.
Desde 1950 hasta 1963 los Swallows disputaban sus partidos en el Estadio Korakuen. La franquicia tenía que compartirlo con otros dos equipos tokiotas: Yomiuri Giants y Toei Flyers. La consecuente saturación del recinto motivó el traslado de los Swallows a su sede actual en 1964.
En 2023, el ayuntamiento de Tokio anunció un plan urbanístico que contempla la demolición del Estadio Meiji Jingu y del cercano Estadio de Rugby Chichibunomiya. Está previsto construir un nuevo domo de béisbol que ocupará el lugar de la cancha de rugby.

## Dimensión sociocultural

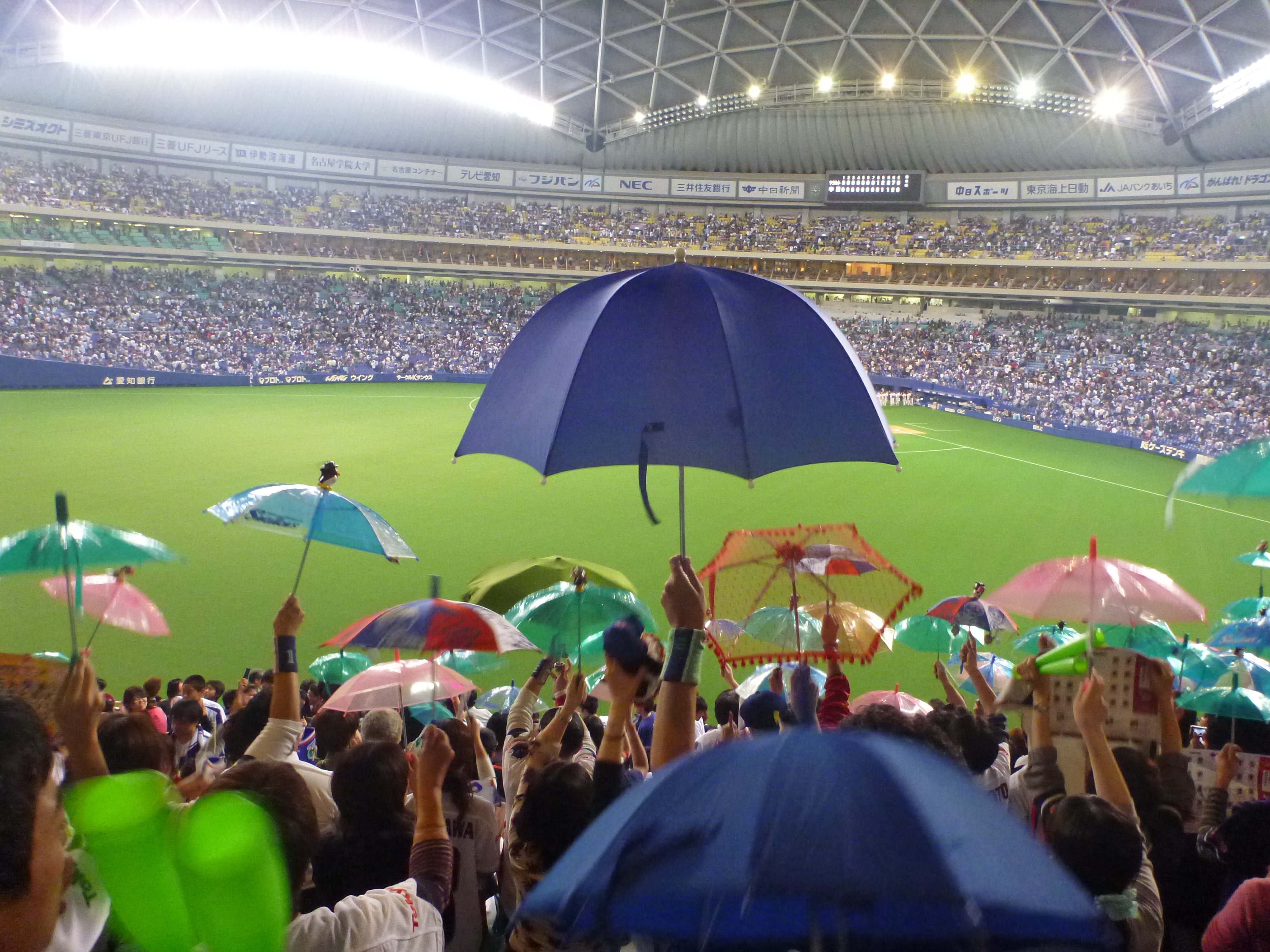
Los aficionados de Yakult Swallows alzan paraguas al aire durante un partido.

La zona de influencia del equipo es el área metropolitana de Tokio. Históricamente, Yomiuri Giants ha sido el equipo más importante de la capital y el mayor dominador del béisbol japonés, por lo que Yakult Swallows suele percibirse como una alternativa minoritaria. No obstante, la franquicia cuenta con una base de aficionados muy arraigada.
El nombre de la franquicia, Swallows (en español, golondrinas), era una mención de la empresa fundadora, Ferrocarriles Nacionales Japoneses (Kokutetsu), al tren de alta velocidad Tsubame, cuyo nombre significa «golondrina» en japonés. En 1965 el equipo pasó a llamarse Atoms en referencia al protagonista del manga Tetsuwan Atom (en español, Astroboy), creado por Osamu Tezuka, que también se convirtió en la mascota. Esto se mantuvo hasta la quiebra del estudio Mushi Production, razón por la que Yakult recuperó el apodo Swallows en 1973.
La hinchada de los Swallows se caracteriza por alzar paraguas abiertos para animar a su equipo. La tradición se impuso en la década de 1970, principalmente porque su estadio prohíbe lanzar globos de colores para no dañar el entorno del santuario. Los paraguas se levantan cada vez que el equipo marca y al comienzo de la séptima entrada, normalmente acompañados por la melodía del Tokyo Ondo, un tema tradicional de los festivales de verano. Otras canciones conocidas para animar son Natsumatsuri de Whiteberry y la sintonía de Lupin III.

### Mascota

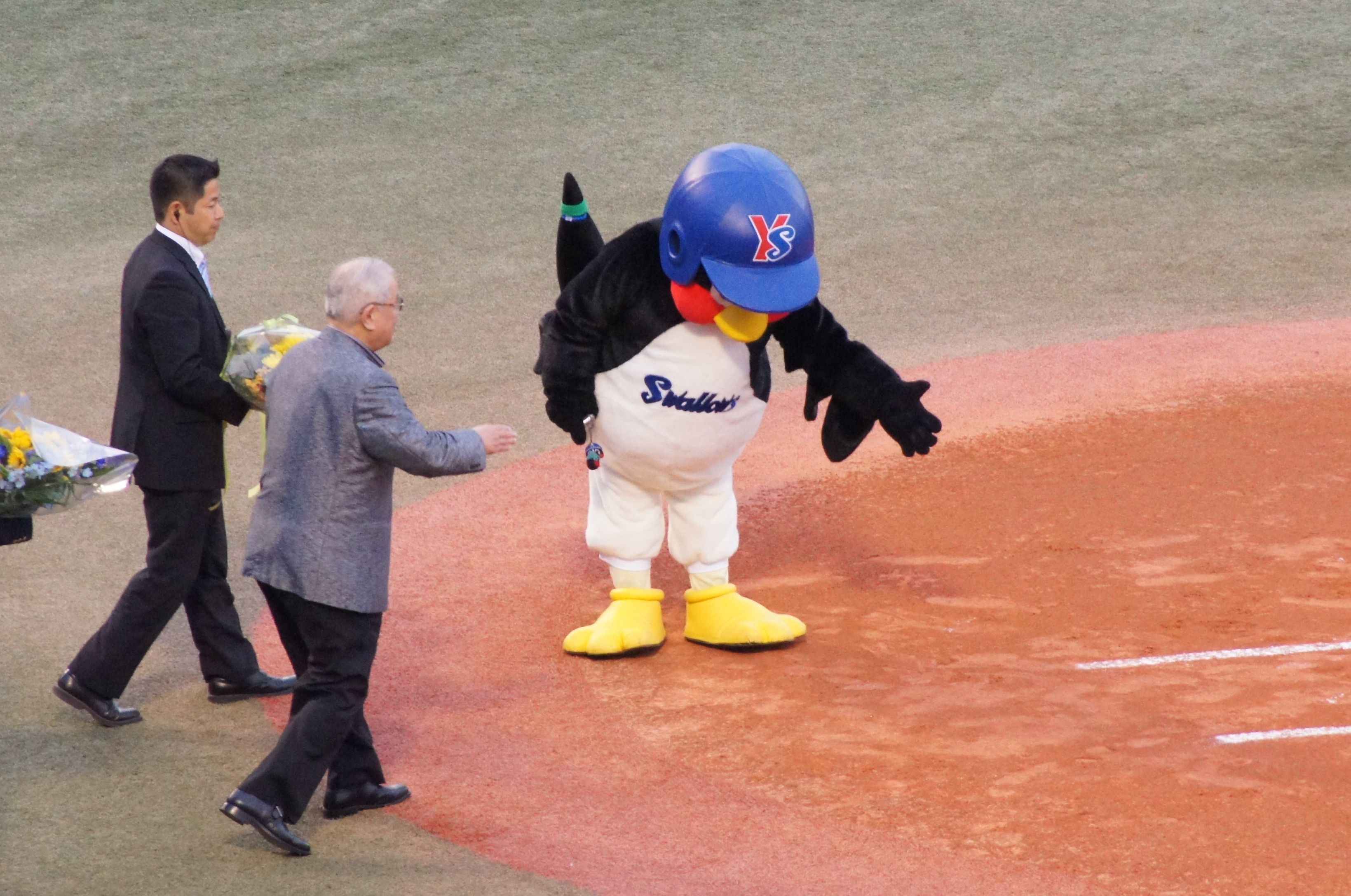
Tsubakuro hace una reverencia a Katsuya Nomura durante un homenaje en Tokio (2012).

La mascota de Tokyo Yakult Swallows es Tsubakuro, una golondrina negra que va ataviada con el casco azul del equipo. En ocasiones le acompaña su hermana pequeña Tsubami. Debutó en 1994 y su diseño es idéntico a la golondrina que hace las veces de escudo.
Tsubakuro es popular en el ámbito japonés por comunicarse con carteles, muchas veces con mensajes irónicos, y por su interacción con jugadores, aficionados y mascotas rivales. En cada partido lanza su gorra al aire para intentar cazarla al vuelo, algo que nunca consigue. Su popularidad le ha llevado a contar con numerosos productos oficiales, entre ellos un Tamagotchi personalizado. 
El actor que interpretaba al personaje desde su debut falleció en febrero de 2025. En su memoria, los clubes de la Liga Japonesa de Béisbol le han rendido varios homenajes.

## Palmarés
| Competición        | Títulos                                         | Subcampeonatos                      |
| ------------------ | ----------------------------------------------- | ----------------------------------- |
| Serie de Japón (6) | 1978, 1993, 1995, 1997, 2001, 2021.             | 1992, 2015, 2022.                   |
| Liga Central (8)   | 1978, 1992, 1993, 1995, 1997, 2001, 2021, 2022. | 1977, 1980, 2002, 2004, 2011, 2018. |

## Reconocimientos

### Números retirados
- 1  Tsutomu Wakamatsu
- 6  Shinya Miyamoto
- 8  Katsuo Osugi
- 27  Atsuya Furuta

### Jugadores históricos
| - Masaichi Kaneda (1950-1964) - Hiromu Matsuoka (1968-1985) - Tsutomu Wakamatsu (1971-1989) - Katsuo Osugi (1975-1983) - Atsuya Furuta (1990-2007) - Shingo Takatsu (1991-2003; 2006-2007) - Kazuhisa Ishii (1992-2001) - Masato Yoshii (1995-1997) - Shinya Miyamoto (1995-2013) |  | - Akinori Iwamura (1997-2006) - Ryota Igarashi (1998-2009; 2019-2020) - Nori Aoki (2004-2011; 2018-2024) - Tetsuo Yamada (Desde 2011) - Munetaka Murakami (Desde 2018) - Tom O'Malley (1995-1996) - Roberto Petagine (1999-2002) - Álex Ramírez (2001-2007) - Wladimir Balentien (2011-2019) |